# Appellationsgericht Arnsberg
Das Appellationsgericht Arnsberg war zwischen 1849 und 1879 ein preußisches Appellationsgericht mit Sitz in Arnsberg.

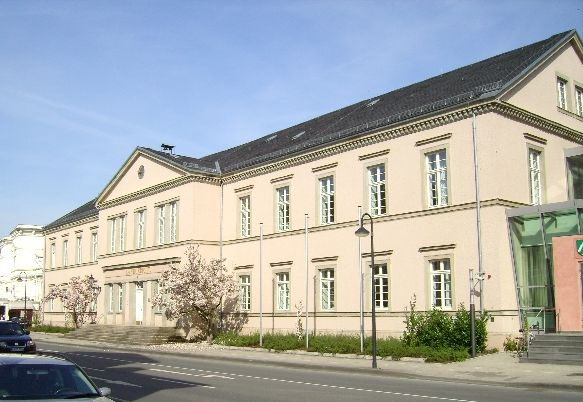
Gerichtsgebäude

## Geschichte
Die „Verordnung über die Aufhebung der Privatgerichtsbarkeit und des eximierten Gerichtsstandes sowie über die anderweitige Organisation der Gerichte“ vom 2. Januar 1849 hob die Patrimonialgerichtsbarkeit auf. Gleichzeitig wurde das Appellationsgericht Arnsberg geschaffen. Dem Appellationsgericht Arnsberg waren die Kreisgerichte nachgelagert, die grundsätzlich je Landkreis eingerichtet wurden. Dem Appellationsgericht Arnsberg war das Oberappellationsgericht Berlin übergeordnet.
Mit den Reichsjustizgesetzen wurden die Gerichte im Deutschen Reich vereinheitlicht. Das Appellationsgericht Arnsberg wurde 1879 aufgehoben. Neu eingerichtet wurden nun das Oberlandesgericht Hamm und das Landgericht Arnsberg.

## Sprengel
Der Sprengel des Appellationsgerichtes Arnsberg umfasste die Kreise Arnsberg, Brilon, Lippstadt, Meschede, Olpe, Siegen, Wittgenstein und einen kleinen Teil des Kreises Altena. Es bestanden dort 6 Kreisgerichte in 3 Schwurgerichtsbezirken.
| Kreisgericht                     | Sitz      | Schwurgerichtsbezirk | Gerichtskommissionen                                                                             |
| -------------------------------- | --------- | -------------------- | ------------------------------------------------------------------------------------------------ |
| Kreisgericht Arnsberg            | Arnsberg  | Arnsberg             | Gerichtskommissionen in Balve, Meschede                                                          |
| Kreisgericht Brilon              | Brilon    | Arnsberg             | Gerichtskommission in Marsberg und Gerichtsdeputation in Medebach                                |
| Kreisgericht Lippstadt           | Lippstadt | Arnsberg             | Gerichtskommissionen in Erwitte, Gesecke, Rüthen, Warstein                                       |
| Kreisgericht Olpe                | Olpe      | Siegen               | Gerichtskommissionen in Attendorn, Bilstein, Fredeburg, Kirchhundem                              |
| Kreisgericht Siegen              | Siegen    | Siegen               | Gerichtsdeputation in Laasphe, Gerichtskommissionen in Berleburg, Burbach, Hilchenbach           |
| Kreisgericht Hechingen (ab 1852) | Hechingen | Hechingen            | Gerichtsdeputation in Sigmaringen, Gerichtskommissionen in Gammertingen, Glatt, Haigerloch, Wald |

Eine Besonderheit war, dass das 1852 eingerichtete Kreisgericht Hechingen für die Hohenzollernschen Lande dem Appellationsgericht Arnsberg zugeordnet war, obwohl diese geographisch weit entfernt waren. Die Hohenzollernschen Lande waren eine preußische Exklave im heutigen südlichen Baden-Württemberg. Die nächstgelegene preußische Provinz war die Rheinprovinz.

## Richter
- Carl Xaver Dopfer (1857 bis 1859)